# Pittsburgh Riverhounds
Die Pittsburgh Riverhounds (voller Name Pittsburgh Riverhounds SC) sind ein US-amerikanisches Fußball-Franchise der USL Championship aus Pittsburgh, Pennsylvania. Das 1999 gegründete Team spielt in der United Soccer League, der zweithöchsten Spielklasse in den USA. Die Heimspiele werden im Highmark Stadium in Pittsburgh ausgetragen.

## Geschichte

### Männer Fußball
Die Riverhounds wurde 1999 von Paul Heasley gegründet und waren Mitglied der USL A-League. Die Heimspiele wurden in dieser Zeit in Bethel Park, Pennsylvania im Footballstadion der Bethel Park High School ausgetragen. Im selben Jahr wurde Pittsburgh zur besten USL Organisation ernannt. Erster Trainer war John Kowalski, der zuvor in verschiedenen Positionen für die United States Soccer Federation gearbeitet hatte. Erster Spieler war Justin Evans. Gleich in der ersten Saison schaffte es die Mannschaft bis in das Conference Halbfinale der A-League. 2001 erreichten die Riverhounds nach Siegen über Colorado Rapids und El Paso Patriots das Viertelfinale des US Open Cups. In diesen Jahren zählte die Mannschaft aus Pittsburgh nicht zu den erfolgreichsten in der Liga. Ein Grund hierfür waren ständige Wechsel der Besitzer.
Zur Saison 2004 wechselte das Team in die drittklassige USL Second Division bzw. USL Pro Soccer League. Die Heimspiele wurden nun im Moon Township an der dortigen Moon Area High School ausgetragen. Im Dezember 2004 verkaufte Heasley die Riverhounds an die Sports Facility LLC, welche auch das Baseballteam Washington Wild Things besitzen.
2010 war für die Mannschaft die letzte Saison in der USL-2 und zugleich die erfolgreichste. Durch einen 3. Platz in der Regular Season qualifizierten sich die Hounds für die Play-offs. Dort schaffte es die Mannschaft bis ins Halbfinale.
Zur Saison 2011 wechselte man in die neugegründete USL Professional Division. 

### Frauen-Fußball
Am 27. April 2024 gab der Verein bekannt, ab dem Jahr 2025 in die 2022 gegründete USL W League anzutreten. Seit dem Frühjahr 2017 unterhält der Verein in der Riverhounds Development Academy (RDA) Mädchenmannschaften von der F-Jugend (U8) bis zur U18 in der Elite Clubs National League (ECNL).

## Stadion
- Bethel Park High School; Bethel Park, Pennsylvania (1999–2003)
- Moon Area High School; Moon Township, Pennsylvania (2004)
- CONSOL Energy Park; Washington, Pennsylvania (2005–2006)
- Chartiers Valley High School; Bridgeville, Pennsylvania (2008–2012)
- Highmark Stadium (Pittsburgh); South Side (2012–heute)

## Erfolge
- USL Pro Soccer League

Atlantic Division Sieger (1): 2004

## Statistik

### Saisonbilanz
| Jahr | Division   | Liga                  | Regular Season        | Playoffs              | U.S. Open Cup      | Zuschauerschnitt |
| ---- | ---------- | --------------------- | --------------------- | --------------------- | ------------------ | ---------------- |
| 1999 | 2          | USL A-League          | 4., Northeast         | Conference Halbfinale | nicht qualifiziert | 4,559            |
| 2000 | 2          | USL A-League          | 7., Atlantic          | nicht qualifiziert    | 2. Runde           | 3,808            |
| 2001 | 2          | USL A-League          | 3., Northern          | Viertelfinale         | Viertelfinale      | 3,226            |
| 2002 | 2          | USL A-League          | 4., Northeast         | nicht qualifiziert    | nicht qualifiziert | 2,274            |
| 2003 | 2          | USL A-League          | 3., Northeast         | nicht qualifiziert    | 3. Runde           | 1,783            |
| 2004 | 3          | USL Pro Soccer League | 1., Atlantic          | Halbfinale            | nicht qualifiziert | 1,475            |
| 2005 | 3          | USL Second Division   | 7.                    | nicht qualifiziert    | 1. Runde           | 2,236            |
| 2006 | 3          | USL Second Division   | 3.                    | Halbfinale            | 1. Runde           | 2,232            |
| 2007 | ausgesetzt | ausgesetzt            | ausgesetzt            | ausgesetzt            | ausgesetzt         | ausgesetzt       |
| 2008 | 3          | USL Second Division   | 8.                    | nicht qualifiziert    | 2. Runde           | 1,258            |
| 2009 | 3          | USL Second Division   | 8.                    | nicht qualifiziert    | 1. Runde           | 1,178            |
| 2010 | 3          | USL Second Division   | 3.                    | Halbfinale            | 2. Runde           | 941              |
| 2011 | 3          | USL Pro               | 4., National Division | Viertelfinale         | 2. Runde           | 1.127            |
| 2012 | 3          | USL Pro               | 10.                   | nicht qualifiziert    | 2. Runde           | 984              |
| 2013 | 3          | USL Pro               | 7.                    | Viertelfinale         | 2. Runde           | 3.504            |
| 2014 | 3          | USL Pro               | 11. Platz             | nicht qualifiziert    | 4. Runde           | 2.686            |
| 2015 | 3          | USL                   | 5. Platz, East        | 1. Runde              | 4. Runde           | 2.630            |
| 2016 | 3          | USL                   | 13. Platz, East       | nicht qualifiziert    | 2. Runde           | 2.494            |
| 2017 | 2          | USL                   | 13. Platz, East       | nicht qualifiziert    | 2. Runde           | 2.639            |
| 2018 | 2          | USL                   | 3. Platz, East        | nicht qualifiziert    | 3. Runde           | 2.401            |

## Bekannte Trainer
- John Kowalski